# Flarken (Överluleå socken, Norrbotten, 730685-175138)
Flarken är en sjö i Bodens kommun i Norrbotten och ingår i Alåns huvudavrinningsområde. Sjön har en area på 0,157 kvadratkilometer och ligger 78 meter över havet. Sjön avvattnas av vattendraget Alån (Långsjöån).

## Delavrinningsområde
Flarken ingår i det delavrinningsområde (730683-175201) som SMHI kallar för Inloppet i Alträsket. Medelhöjden är 123 meter över havet och ytan är 68,37 kvadratkilometer. Räknas de 5 avrinningsområdena uppströms in blir den ackumulerade arean 170,59 kvadratkilometer. Avrinningsområdets utflöde Alån (Långsjöån) mynnar i havet. Avrinningsområdet består mestadels av skog (66 procent) och sankmarker (20 procent). Avrinningsområdet har 0,76 kvadratkilometer vattenytor vilket ger det en sjöprocent på 1,1 procent.